# Naturschutzgebiet Kammoor
Koordinaten: 51° 8′ 39″ N, 7° 44′ 38″ O
Das Naturschutzgebiet Kammoor mit einer Größe von 2,7 Hektar liegt am Südrand der Gemeinde Herscheid. Das Naturschutzgebiet (NSG) wurde 1998 vom Märkischen Kreis mit dem Landschaftsplan Nr. 5 Herscheid ausgewiesen. Der Südrand des Naturschutzgebietes (NSG) grenzt an die Stadt Meinerzhagen und das dortige Naturschutzgebiet Auf’m Ebbe/Ebbemoore.
Das NSG Kammoor wurde 2004 als Teilfläche des FFH-Gebietes Ebbemoore mit der Nummer DE 4812-301 und einer Größe von 1068 Hektar ausgewiesen. Fünf weitere Teilflächen liegen in der Gemeinde Herscheid. Große Teile dieses FFH-Gebietes liegen auch im Stadtgebiet Meinerzhagen.

## Schutzzweck
Laut Naturschutzgebiets-Ausweisung wurde das Gebiet zum Naturschutzgebiet ausgewiesen zur Erhaltung, Entwicklung und Wiederherstellung eines Hangquellmoor-Komplexes mit einer speziell angepassten Flora und Fauna; zur Erhaltung, Entwicklung und Wiederherstellung naturnaher Laubwälder insbesondere Moor-Birkenbruch-, Erlenbruch- und Hainsimsen-Buchenwald; zur Erhaltung der schutzwürdigen Böden wie Anmoorgleye, Niedermoore, Moorstagnogleye, Stagnogleye und Anmoorstagnogleye. Ferner um zur Sicherung des ökologischen Netzes Natura 2000 der EU im Sinne der FFH-Richtlinie und ferner zur Erhaltung und Entwicklung von Lebensgemeinschaften und Lebensstätten wildlebender, teils gefährdeter Tier- und Pflanzenarten beizutragen. Wie bei allen Naturschutzgebieten in Deutschland wurde in der Schutzausweisung darauf hingewiesen, dass das Gebiet „wegen der Seltenheit, besonderen Eigenart und Schönheit des Gebietes“ zum Naturschutzgebiet wurde.